# Олегар
Олегар или Олегарий (от др.-в.-нем. Oldegar, лат. Ollegarius, Oligarius, порт. Olegário, кат. Oleguer, исп. Olegario; 1060, Барселона — 6 марта 1137, Барселона) — католический блаженный, епископ Барселоны с 1116 года, архиепископ Таррагоны с 1118 года. Происходил из дворянского рода Каталонии Бонеструга, сын сподвижника графа Барселоны Рамона Беренгера I.

## Биография
В возрасте 10 лет Олегар стал каноником Барселонского Собора Святого Креста и Святой Евлалии.
В 1116 году он вошёл в епископат Барселоны. С марта 1118 и до своей кончины в марте 1137 года служил архиепископом Испанской провинции Таррагона (Каталония).
После отвоёвывания Таррагоны у Мавров в 1118 году Олегар был возведён в сан архиепископа провинции. Позже он был наставником как Рамона Беренгера III так и Рамона Беренгера IV.
Согласно житию, Олегар был активным реформатором церковных традиций. В 1120-х годах он обновил монастырь святой Евлалии под Барселоной, создав в нём августинскую каноническую общину.
В 1132 году монастырь святой Марии он лишает единоличного права вершить суды за преступления, совершённые на монастырской земле. С 1133 года он жертвует все кровати и вещи подчинённых ему, но уходящих из жизни церковных служителей, Барселонскому госпиталю En Guitard.
В декабре 1134 года Олегар сыграл очень важную роль в закреплении Сарагосского мира между Альфонсо VII (Кастильским) и Рамиро II (Арагонским).

## Прославление
Беатифицирован 25 мая 1675 года папой Климентом X. Его мощи хранятся в Соборе Святого Креста и Святой Евлалии в боковой часовне, посвящённой знаменитой морской Битве при Лепанто.
День памяти — 6 марта.